# Nestojita
Nestojita (ukr. Нестоїта) – wieś na Ukrainie, w obwodzie odeskim, w rejonie podolskim. W 2001 roku liczyła 1698 mieszkańców.